# Lerista occulta
Lerista occulta — вид сцинкоподібних ящірок родини сцинкових (Scincidae). Ендемік Австралії.

## Опис
У сцинків Lerista occulta є чотири кінцівки, на кожній з яких є три пальця.

## Поширення і екологія
Lerista occulta мешкають в регіоні Карнарвон на заході Західній Австралії, зокрема на рівнинах на захід від гір Кеннеді-Рендж, а також в околицях міста Гаскойн-Джанкшен. Вони живуть в сухих саванах, в пухкому ґрунті або піску під камінням, поваленими деревами і термітниками. Відкладають яйця.